# Gertrud Hurler
Gertrud Hurler (* 1. September 1889 in Taberwiese als Gertrud Zach; † 1965)  war eine deutsche Pädiaterin.

## Leben
Die Tochter eines Arztes studierte vom Wintersemester 1911/12 bis zum Wintersemester 1915/16 Medizin an der Ludwig-Maximilians-Universität München. Sie wurde 1917 als Ärztin approbiert. Sie ließ sich am von Meinhard von Pfaundler geleiteten Haunerschen Kinderspital in Pädiatrie ausbilden. Von 1919 bis 1945 arbeitete sie als niedergelassene Kinderärztin im Münchner Stadtteil Neuhausen. Hurler war Mitglied des NS-Ärztebundes und trat zum 1. Mai 1933 der NSDAP bei (Mitgliedsnummer 3.205.020).
Nach ihr benannt wurde das Hurler-Syndrom (auch Hurler-Krankheit, Morbus Hurler), das sie 1919 beschrieb. Heute wird das Hurler-Syndrom als Hurler-Pfaundler-Syndrom bezeichnet und als Typ I-H der Mukopolysaccharidose klassifiziert.
1914 heiratete sie den Veterinärmediziner Konrad Hurler, sie hatten zwei Kinder.

## Schriften
- Ueber einen Typ multipler Abartungen, vorwiegend am Skelettsystem. In: Zeitschrift für Kinderheilkunde. Bd. 24, Ausgabe 5/6 (20. Januar 1920), S. 220–234, doi:10.1007/BF02222956.